# Посевен коноп
Посевните конопи (Cannabis sativa) са вид растения от семейство Конопови (Cannabaceae).
Таксонът е описан за пръв път от шведския ботаник и зоолог Карл Линей през 1753 година.